# Diversidade sexual no Saara Ocidental
| Homossexualidade legal                     | Não |
| Aprovação formal para reatribuição de sexo | Sim |

Situação do Saara Ocidental

As pessoas LGBT no Saara Ocidental enfrentam-se a certos desafios legais e sociais não experimentados por outros residentes.

## Colónia espanhola
A história da diversidade sexual no Saara Ocidental está ligada à da metrópole espanhola. As leis espanholas foram aplicadas no Saara enquanto fez parte do país em forma de colónia, protectorado ou província. Em 1822, o Reino de Espanha adoptou o seu primeiro código penal e as relações sexuais entre pessoas do mesmo sexo foram descriminalizadas. Em 1928, com a ditadura de Primo de Rivera, os actos homossexuais se recriminalizaron. Em 1932, durante a II República, as relações homossexuais voltaram a ser legalizadas. Em 1954, durante a ditadura de Francisco Franco, a Lei de Vadios e Maleantes foi modificada para perseguir à homossexualidade de uma forma mais clara.
Em 1976, Espanha abandonou o território sem ter completado o processo de descolonização. O Saara Ocidental foi reclamado por Marrocos, o que gerou um conflito com a Frente Polisário que perdura até a atualidade, mantendo um limbo jurídico nacional e internacional.